# شيا تشارلز
شيا إيمانويل تشارلز (بالإنجليزية: Shea Emmanuel Charles)‏ هو لاعب كرة قدم من أيرلندا الشمالية ولد بتاريخ 5 نوفمبر 2003 في مدينة مانشستر بإنجلترا.

## مسيرته
نشأ في نادي مانشستر سيتي وتم تصعيد للمشاركة في بعض المباريات مع الفريق الأول، ومع المنتخب مثل منتخب آيرلندا الشمالية بكل الفئات السنية.

## وصلات
شيا تشارلز على موقع الاتحاد الأوربي (الإنجليزية)
- شيا تشارلز على موقع قاعدة بيانات كرة القدم.إي يو (الإنجليزية)
- شيا تشارلز على موقع ناشيونال فوتبول تيمز (الإنجليزية)
- شيا تشارلز على موقع Soccerbase.com (لاعب) (الإنجليزية)
- شيا تشارلز على موقع Soccerway.com (الإنجليزية)
- شيا تشارلز على موقع عالم كرة القدم.نت (الإنجليزية)